# 何雯娜
何雯娜（1989年1月19日—），福建龍岩客家人，中國女子蹦床運動員。她在2008年北京奥运会女子彈床決賽上以37.8分夺得了女子蹦床单人冠军，成为中国首位在奥运会蹦床项目上的金牌得主。

## 主要成績
- 2005年十运会女子团体冠军
- 2007年蹦床世界锦标赛女子网上团体冠军
- 2007年国际蹦床邀请赛女子个人季军
- 2008年8月18日晚上9时，在国家体育馆结束的奥运女子蹦床决赛中，何雯娜以37.80分夺得中国奥运史上首枚蹦床金牌。
- 2009年十一运会女子个人第5名
- 2012年奧運會女子個人季軍
- 2016年奥運會女子個人第四名

## 争议
- 2009年10月14日，十一运女子跳床比赛结束，2008奥运冠军何雯娜仅取得第5名的成绩。赛后在接受记者采访时，何雯娜说：“我不意外吧，我早就知道金牌会属于谁，打分项目，就这样吧。”而当记者再进一步追问，“能具体说一下‘打分项目’是什么意思时”，何雯娜回答说“你们知道就是了”[3]。部分媒体认为何雯娜的言语揭示了部分全运金牌可能存在赛前内定的现象。但是当晚她回到运动村后。教练就来到她的房间询问她说过什么，在这种情况下，当天深夜，何雯娜马上否认自己曾抱怨裁判。“我当时说的"注定"，是讲我知道自己注定拿不到金牌了。因为我并不在最好状态，对手的实力本来就非常强，我拿不到金牌是很正常的。”[4]

## 資料來源
1. ↑  . 人民网-奥运频道. 2008年8月19日  [2009年2月9日]. （原始内容存档于2012年6月10日） （中文（简体））.
2. ↑  李鹏翔、黄勇、李丽. . 新华网. 2008-08-19  [2008-08-19]. （原始内容存档于2008-09-07） （中文）.
3. ↑  .   [2009-10-16]. （原始内容存档于2020-11-20）.
4. ↑  .   [2009-10-16]. （原始内容存档于2020-11-20）.